# قرطبا

## أصل التسمية
اسم قرطبا له عدة تفسيرات:
- في اللغات السامية، وخاصة السريانية، تعني كلمة "قر" (السريانية: ܩܪ) مستوطنة، وكلمة "طبا" (السريانية: ܛܒܐ) تعني جيد، بسبب طقسها الجيد والمتوازن والمشفي.

- قد يكون الاسم مشتقاً من قرطب، وهو نبات ينمو في جبالها القاحلة.

- يقترح بعض المؤرخين أن الاسم مرتبط بمدينة قرطبة في الأندلس.

التفسير السرياني هو الأكثر احتمالاً لأن معظم القرى المحيطة تحمل أسماء ذات أصول سريانية أو آرامية.

## الوصول إلى قرطبا
يمكن زيارة قرطبا عن طريق:
- بيروت – جونيه- نهر أبراهيم – فتري- كوع المشنقة – قرطبا.
- جبيل – طورزيا- كوع المشنقة – قرطبا.
- جبيل – طورزيا – أهمج – اللقلوق – قرطبا.
- جونيه – جعيتا – فيطرون – ميروبا – قهمز -لاسا – يانوح – قرطبا.
- بعلبك – حدث بعلبك - اليمونه – أفقا – المجدل – المغيري – قرطبا.

تعتبر قرطبا أكبر بلدة في قضاء جبيل بعد مدينة جبيل.
كانت قرطبا في مطلع القرن الماضي مركزا تجاريا هاما وكان سكان قرى الجوار تأّم قرطبا للتبّضع وللعمل. ففي قرطبا كان هناك سبعة معامل لغزل الحرير تضّم حوالي الخمسماية عامل.وكان اهالي البلدة يربّون دودة القّز للغاية نفسها.
وكان الإنتاج يصّدر لمدينة ليون في فرنسا، أضمحّلت هذه الصناعة بعد دخول الحرير الصناعي للاسواق.
في منتصف الخمسينات من القرن الماضي توجه أبناء قرطبا للزراعة وبالاخص لزراعة التفاح التي ما زالت رأئجة حتى يومنا هذا.
أّما في يومنا هذا فمعظم أبناء قرطبا هّم من حملة الشهادات الجامعيّة ومن أصحاب الاختصاص في شّتى المجالات، ومنهم من يشغل مراكز مرموقة في الدولة، وكثيرين منهم نجحوا في بلاد الاغتراب حيث يقيمون.
وقد وصل أنتشار القرطباويين إلى كل دول المعمورة من أستراليا، إلى كندا، وأمريكا والمكسيك وبالاخص إلى أمريكا الجنوبية «البرازيل، فنزويللا، والأرجنتين».

## نبذة تاريخيّة
في قرطبا ومحيطها آثار تعود للعهد الروماني فأستنادا لمجموعة أعرف لبنان للاديب عفيف مرهج أبن قرطبا الذي أستقى معلوماته من كتاب أرنست رينان بعنوان "Mission de Phenecie" سنة 1864 والذي ذكر فيه.
«فلننتقل إلى قرطبا ونبحث في جوارها حيث الحفريات والآثار القديمة كثيرة هناك»
ففي محّلة تدعى «رأس عقبة جنة» كتابة رومانيّة منقوشة في الصخر.وفي محّلة وادي بطراييش كتابة منقوشة على صخر مقطوع من صخر آخر محاذ له، وفي محّلة الدفران يوجد رأس أنسان محفور في صخر كبير، وفي محّلة الغماص الصغير كتابات على صخر من جهاته الاربعة.ويرجّح المؤرخ رينان بأّن هذه الكتابات تعود لعهد الإمبراطور أدريانوس الروماني.
أما في جوار قرطبا وفي منطقة حصيّا يوجد أثار لمعبد قديم كان قد جدده الشيخ عزيز السخني عام 1556 وجعله كنيسة على أسم القديس مار الياس شفيع البلدة ما زالت آثارها موجودة حتى يومنا هذا.
يؤّكد المؤّرخ الاب اوغسطين سالم السخن القرطباوي مؤلف كتاب «كشف النقاب عن قرطبا والانساب» بأن الصليبيين أستوطنوا هذه المنطقة ومنهم البرنس قيقانو الصليبي الذي تحدرت منه عائلة البيروتي القرطباوية، وقد عثر المؤّرخ المذكور على قطعة معدنية مضروبة على أسم فيليب ملك فرنسا. كما وجد أيضا لوحة معدنية تمثل رأس ثور له قرنان تعلو كل قرن كأس لشرب الخمر، وبحسب الاب اليسوعي لويس شيخو أّن هذا الرأس يمثل الآلة باخوس اله الخمرة.
في منتصف القرن السادس عشر نزح آل السخن من حصّيا الباردة إلى منطقة أكثر أعتدالا وتحوي ينابيع مياه «البلدة الحاليّة» وكان آل شليطا قد أستوطنوا المحلة المعروفة بالمرجة الخضراء.ومع الزمن جاءت العائلات الأخرى وأستوطنوا المنطقة وأخذت حجمها الحالي.
وتوالى نزوح العائلات إلى قرطبا حسب ما ورد في مخطوط للخوري يوسف سعاده الحصاراتي كما يلي:
- عائلة السخن قدمت إلى قرطبا عام 1550.
- عائلة شليطا قدمت إلى قرطبا عام 1581 .
- عائلة كرم قدمت إلى قرطبا من يانوح عام 1609.
- عائلة عطالله قدمت إلى قرطبا من حجولا سنة 1687.
- عائلة قيقانو (البيروتي) قدمت إلى قرطبا من أرده في قضاء زغرتا سنة 1691.
- عائلة أبراهيم الخوري قدمت إلى قرطبا من يانوح سنة 1699.
- عائلة صقر قدمت إلى قرطبا من بنتاعل – جبيل سنة 1702.

## الكنائس في قرطبا
في قرطبا العديد من الكنائس:
- كابيللا القديسة تريزيا الطفل يسوع على مدخل قرطبا والتبرعات التي تجمعها تساهم بتعليم عدد من أطفال قرطبا، كما تساهم بصيانة المدافن البلدة.
- كابيللا مار شربل
- كنيسة مار يوسف
- كنيسة مار الياس الرعائية
- كنيسة سيدة البشارة
- كنيسة سيدة الحرزمانيّة العجائبيّة
- كنيسة مار جريس
- مار تادي
- مار شليطا
- مار سمعان
- دير مار سركيس وباخوص منذ 1536
- كنيسة مار الياس حصيّا

ناهيك عن عدد من المزارات في أملاك خاصة كسيدة الحنان، ومزار القديسة ريتا، ومزار للقديس شربل.

## المؤسسات الرسمية في قرطبا
أهم المؤسسات الرسمية الفاعلة في قرطبا:
- بلديّة قرطبا أنشئت سنة 1894
- الجمعيّة الخيّرية القرطباويّة تأسست سنة 1927، وهي من أوائل الجمعّيات الخيّرية في لبنان ما زالت قائمة وتمارس وتدعم المجتمع القرطباوي في شتى المجالات (الطبي، والصحي، والتربوي، والاجتماعي)
- مدرسة دون بوسكو وهي أول مدرسة أنشأتها هذه الرهبنة في لبنان
- مدرسة السيدة وكانت مدرسة خاصة بأدارة راهبات عبرين ثم تحوّلت إلى ثانوية رسميّة مختلطة
- محمكة درجة أولى
- مركز للإنعاش الاجتماعي
- مجلس أختياري مكّون من أربع مخاتير
- مركز لقوى الأمن الداخلي
- مركز للامن العام
- مستشفى حكومي
- مركز للهاتف والبريد
- مكتب كهرباء جبيل
- مركز كاتب عدل
- مركز لمصلحة مياه جبيل
- مركز للدفاع المدني
- أخوية قلب يسوع
- أخوية الحبل بلا دنس